# Liga Premier de Tailandia 2014
La Liga Premier de Tailandia 2014 (también conocida como Toyota Thai Premier League debido al patrocinio de Toyota) es la 18.ª temporada de la Premier League de Tailandia desde su establecimiento en 1996. Un total de 20 equipos compitieron en la liga. La temporada empezó el 22 de febrero y terminó el 2 de noviembre.
Buriram United es el campeón defensor, habiendo ganado su título de la Premier League de Tailandia la temporada anterior. Air Force United, Port y PTT Rayong ingresaron como los tres equipos promovidos.

## Equipos
Un total de 20 equipos compitieron en la liga, incluyendo 17 equipos de la temporada 2013 y tres promovidos de la Liga de la División 1 de Tailandia 2013.
Pattaya United fue relegado a la Liga de la División 1 de Tailandia 2014 después de terminar la temporada 2013. Fueron reemplazados por los mejores tres equipos de los campeones de la Liga de la División 1 de Tailandia Air Force United, el subcampeón Port y el PTT Rayong en tercer lugar.
| Equipo            | Provincia                                            | Estadio                                                            | Capacidad          | Ref.   |
| ----------------- | ---------------------------------------------------- | ------------------------------------------------------------------ | ------------------ | ------ |
| Air Force United  | Pathumthani                                          | Thupatemee Estadio                                                 | 25,000             | [ 1 ]  |
| Army United       | Bangkok                                              | Estadio de Deportes de Ejército tailandés                          | 20,000             | [ 2 ]  |
| Bangkok Glass     | Pathumthani                                          | Leo Estadio                                                        | 13,000             | [ 3 ]  |
| Bangkok United    | Bangkok                                              | Tailandés-Estadio japonés                                          | 10,320             | [ 4 ]  |
| BEC Tero Sasana   | Bangkok                                              | Aniversario de 72 años Estadio                                     | 10,000             | [ 5 ]  |
| Buriram United    | Buriram                                              | I-Estadio Móvil                                                    | 32,600             | [ 6 ]  |
| Chainat Hornbill  | Chainat                                              | Chainat Estadio                                                    | 12,000             | [ 7 ]  |
| Chiangrai United  | Chiangrai                                            | Estadio unido de Chiangrai                                         | 15,000             | [ 8 ]  |
| Chonburi          | Chonburi                                             | Chonburi Estadio                                                   | 8,500              | [ 9 ]  |
| Muangthong United | Nonthaburi                                           | SCG Estadio                                                        | 15,000             | [ 10 ] |
| Osotspa Saraburi  | Saraburi Estrépito Kapi, Bangkok Pathum Wan, Bangkok | Saraburi Estadio1 Rajamangala Estadio Thephasadin Estadio          | 6,000 49,722 6,378 | [ 11 ] |
| Police United     | Pathumthani                                          | Thammasat Estadio                                                  | 20,000             | [ 12 ] |
| PTT Rayong        | Rayong                                               | PTT Estadio                                                        | 20,000             | [ 13 ] |
| Ratchaburi        | Ratchaburi                                           | Ratchaburi Estadio                                                 | 10,000             | [ 14 ] |
| Samut Songkhram   | Samut Songkhram Bangkok                              | Samut Songkhram Estadio2 Estadio de Deportes de Ejército tailandés | 6,000 20,000       | [ 15 ] |
| Singhtarua        | Bangkok                                              | PAT Estadio                                                        | 12,308             | [ 16 ] |
| Sisaket           | Sisaket                                              | Sri Nakhon Lamduan Estadio                                         | 10,000             | [ 17 ] |
| Songkhla United   | Songkhla                                             | Tinasulanon Estadio                                                | 35,000             | [ 18 ] |
| Suphanburi        | Suphanburi                                           | Suphanburi Estadio de provincia                                    | 18,000             | [ 19 ] |
| TOT               | Bangkok                                              | TOT Estadio Chaeng Watthana                                        | 5,000              | [ 20 ] |

## Tabla de posiciones
| Pos. | Equipo             | Pts. | PJ | G  | E  | P  | GF | GC | Dif. | Clasificación o descenso                      |
| ---- | ------------------ | ---- | -- | -- | -- | -- | -- | -- | ---- | --------------------------------------------- |
| 1    | Buriram United (C) | 79   | 38 | 23 | 10 | 5  | 69 | 26 | +43  | 2015 AFC Champions League Group stage         |
| 2    | Chonburi           | 76   | 38 | 21 | 13 | 4  | 62 | 33 | +29  | 2015 AFC Champions League Qualifying play-off |
| 3    | BEC Tero Sasana    | 68   | 38 | 18 | 14 | 6  | 66 | 41 | +25  |                                               |
| 4    | Ratchaburi         | 65   | 38 | 17 | 14 | 7  | 62 | 42 | +20  |                                               |
| 5    | Muangthong United  | 62   | 38 | 20 | 11 | 7  | 66 | 36 | +30  |                                               |
| 6    | Suphanburi         | 59   | 38 | 17 | 8  | 13 | 55 | 49 | +6   |                                               |
| 7    | Chiangrai United   | 55   | 38 | 13 | 16 | 9  | 55 | 47 | +8   |                                               |
| 8    | Bangkok United     | 54   | 38 | 15 | 9  | 14 | 55 | 56 | −1   |                                               |
| 9    | Army United        | 53   | 38 | 14 | 11 | 13 | 52 | 55 | −3   |                                               |
| 10   | Bangkok Glass      | 49   | 38 | 14 | 7  | 17 | 70 | 65 | +5   | 2015 AFC Champions League Qualifying play-off |
| 11   | Osotspa Saraburi   | 48   | 38 | 11 | 15 | 12 | 53 | 49 | +4   |                                               |
| 12   | Sisaket            | 46   | 38 | 12 | 10 | 16 | 48 | 59 | −11  |                                               |
| 13   | Singhtarua         | 45   | 38 | 15 | 9  | 14 | 44 | 52 | −8   |                                               |
| 14   | Chainat Hornbill   | 44   | 38 | 10 | 14 | 14 | 43 | 50 | −7   |                                               |
| 15   | TOT                | 43   | 38 | 10 | 13 | 15 | 38 | 51 | −13  |                                               |
| 16   | Police United      | 43   | 38 | 11 | 10 | 17 | 58 | 64 | −6   | Relegation to the Thai Division 1 League      |
| 17   | PTT Rayong         | 42   | 38 | 10 | 12 | 16 | 49 | 60 | −11  | Relegation to the Thai Division 1 League      |
| 18   | Songkhla United    | 32   | 38 | 8  | 8  | 22 | 39 | 72 | −33  | Relegation to the Thai Division 1 League      |
| 19   | Air Force Central  | 30   | 38 | 6  | 12 | 20 | 35 | 63 | −28  | Relegation to the Thai Division 1 League      |
| 20   | Samut Songkhram    | 19   | 38 | 5  | 4  | 29 | 32 | 81 | −49  | Relegation to the Thai Division 1 League      |

 Fuente: Thai Premier League
Criterios de clasificación: 1) points; 2) head-to-head points; 3) head-to-head goal difference; 4) goal difference; 5) number of goals scored
Notas:
1. 1 2  Bangkok Glass, the winners of the 2014 Thai FA Cup also qualify for the play-off of the 2015 AFC Champions League.
2. 1 2  Muangthong United and Singhtarua a nine-point deduction following a fight between their fans.
3. 1 2  TOT 3–1 POL; POL 2–2 TOT